# Chelonaplysilla delicata
Chelonaplysilla delicata är en svampdjursart som beskrevs av Gustavo Pulitzer-Finali och Pronzato 1999. Chelonaplysilla delicata ingår i släktet Chelonaplysilla och familjen Darwinellidae.
Artens utbredningsområde är Papua Nya Guinea. Inga underarter finns listade i Catalogue of Life.